# Vanda dearei
Vanda dearei är en orkidéart som beskrevs av Heinrich Gustav Reichenbach. Vanda dearei ingår i släktet Vanda och familjen orkidéer. Inga underarter finns listade i Catalogue of Life.